# Instituto Warburg
El Instituto Warburg (Warburg Institute) es un centro de investigación asociado a la Universidad de Londres. Miembro de la Escuela de Estudios Avanzados, es un foco fundamental para el estudio del influjo de la Antigüedad clásica en todos los aspectos de la civilización europea.

## Trayectoria
El Instituto fue fundado por Aby Warburg (1866-1929), un importante estudioso del arte y cultura del Renacimiento, que había aprendido filosofía, historia y religión en universidades alemanas, francesas e italianas, y que disponía de una fortuna personal para dedicarse a la indagación.
A este gran historiador le resultaba insatisfactoria la aproximación estetizante de la historiografía del arte, por lo que se empeñó en buscar tanto conexiones filosóficas como otro tipo de análisis interdisciplinares (entre ellos, antropológicos), para comprender los hechos artísticos.
De hecho se interesó por las relaciones entre el pensamiento mágico y el pensamiento racional, tras realizar estudios de antropología (Tylor); más aún, en 1896 permaneció medio año entre los indios Pueblo y Navajo de los Estados Unidos.
A la par que estudiaba la cultura del Renacimiento en Florencia, Warburg se interesó por el influjo de la Antigüedad en la cultura moderna, hasta el punto de que esta "segunda vida" del mundo clásico se convirtió en su obra más personal.
En 1909 comenzó a organizar su gran proyecto en Hamburgo, la enorme Biblioteca Warburg (base del futuro Instituto Warburg), para que funcionara como depósito de su colección privada y para la educación pública. De todos modos, tanto la Primera Guerra Mundial como luego el internamiento psiquiátrico de Aby Warburg en la clínica neurológica suiza de Ludwig Binswanger, entre 1918 y 1923, retrasaron su apertura definitiva hasta 1926.
Se había constituido formalmente en 1921, y era ya una gigantesca biblioteca. Su colaborador Fritz Saxl (1890-1948), que se había trasladado, en 1913, a Hamburgo para estudiar con Aby Warburg, fue la figura clave en la organización del centro; convirtió la colección en una institución académica: la Biblioteca Warburg de Ciencias de la Cultura (Kulturwissenschaftliche Bibliothek Warburg), pronto vinculada a la Universidad de Hamburgo. Allí estuvo el gran filósofo Ernst Cassirer, y dio unas famosas conferencias (el centro Warburg influyó en su giro simbólico), y tuvo como estudiantes destacadísimos a Erwin Panofsky o Edgar Wind, futuros grandes estudiosos.

## Traslado a Londres
Mantuvo Saxl esa importante iniciativa durante la crisis mental de su fundador. De hecho le sucedió como director, y se mantuvo al frente de ella veinte años, que fueron los más conflictivos, pero también los más fructíferos y apasionantes de su historia. Pues Saxl fue decisivo a la hora de trasladar Instituto Warburg, con sus miles de volúmenes, a Londres, tras la toma de poder de los nazis en 1933.
Saxl intentó primero llevarla a Holanda; pero finalmente conectó con Samuel Courtauld (1876-1947), benefactor principal del Instituto que lleva su nombre, y logró que lo asociase en 1933. Así que él fue el verdadero artífice de la transformación de esa biblioteca y centro documental en uno de los centros de estudios artísticos más importantes del mundo.
En 1944 fue asociada a la Universidad de Londres (en Bloomsbury), y en 1994 se convirtió en Escuela de Estudios Avanzados. Alberga, hoy, más de 350.000 volúmenes. El edificio que ocupaba la biblioteca Warburg en Hamburgo alberga en la actualidad un instituto de investigación, la Warburg-Haus Hamburg, dependiente de la Universidad de Hamburgo.
Entre las figuras centrales asociadas a esta institución, hay que considerar, además de a Warburg y Saxl (o a figuras primeras y capitales, como Ernst Cassirer, Erwin Panofsky o Edgar Wind), a la secuencia formada por Rudolf Wittkower, Otto Kurz, Henri Frankfort, Arnaldo Momigliano, Ernst Gombrich, Gertrud Bing, Frances Yates, o D. P. Walker, Michael Baxandall; más recientemente a Charles B. Schmitt, Anthony Grafton o Carlo Ginzburg. Todos han seguido la tradición interdisciplinar, mezclando historia, filosofía, religión y arte.
Junto con el Courtauld Institute of Art, el Instituto publica The Journal of the Warburg and Courtauld Institutes, revista anual de trescientas páginas.

## Directores del Instituto
- 1929–1948: Fritz Saxl
- 1949–1954: Henri Frankfort
- 1954–1959: Gertrud Bing
- 1959–1976: Ernst Gombrich
- 1976–1990: J. B. Trapp
- 1990–2001: Nicholas Mann
- 2001–2010: Charles Hope
- 2010–2014: Peter Mack
- 2014-2015: Raphaële Mouren
- 2015–2017: David Freedberg
- 2017: Michelle O'Malley
- 2017– : William H Sherman